# Javier Barón
Francisco Javier Álvarez Rico, más conocido por su nombre artístico, Javier Barón (Alcalá de Guadaíra, 1963) es un bailaor y coreógrafo de flamenco español.

## Biografía
Comenzó a interesarse por el flamenco desde bien pequeño, y Pepe Ríos fue el maestro que le inició en este arte en Sevilla. Ya en Madrid, comenzó rápidamente su trayectoria profesional y compañías como las de Luisillo, Rafael de Córdova, Ciro y Rafael Aguilar, figuran en sus primeros años de interpretaciones y escenarios. Estuvo en el Ballet Nacional de España, donde Javier Barón permaneció bajo la dirección de Antonio Ruiz Soler primero, y María de Ávila después. En 1995 fue nombrado director del Taller de Creación en danza flamenca del Centro Andaluz de Danza, y desde 1997 dirige su propia compañía. La puso en marcha con el montaje El pájaro negro, estrenado en el Teatro Central de Sevilla y que contó con la colaboración especial de Ramón Oller, y desde entonces varios espectáculos conforman su impronta: Sólo por arte (1998), Baile de hierro, baile de bronce (2000), Dime (2000), Notas al pie (2004) y Dos voces para un baile (2008). Javier Barón recibió el II Giraldillo de Baile en la V Bienal de Flamenco de Sevilla, prestigioso premio otorgado cada seis años.
En 2008 recibió el Premio Nacional de Danza en su modalidad de Interpretación, concedido por el Ministerio de Cultura, "por su aportación al flamenco desde la danza española y por su dedicación a la investigación de estéticas en el flamenco, desde la ortodoxia y el conocimiento de este arte".